# NMEA OneNet
NMEA OneNet es el último estándar. para redes de datos náutico basado en Ethernet 802.3, y  complementa las redes a bordo existentes NMEA 2000 redes permitiendo transferencias de dato de alta capacidad
Las redes de datos náuticas actuales tienen un ancho de banda  menor de 1Mbit/s.  Basándose en Ethernet, OneNet permite capacidades en el rango de centenares o miles de megabits por segundo. Este ancho de banda extra está necesitado para transferir datos sin procesar de sensor de sonar/radares, así como fuentes de vídeo de por ejemplo una sala de máquinas.
Las características principales y objetivos de OneNet son los siguientes:
- Transferencia de datos NMEA 2000 sobre IPv6 en un formato estándar
- Alto ancho de banda para aplicaciones como radar, vídeo y otros que no son posibles vía NMEA 2000
- Soporte Ethernet  y TCP/IP a 1 gigabit y velocidades superiores
- Utiliza conectores estándar (RJ-45 y X-Coded M12) según instalación
- Estándar Robusto, con requisitos de seguridad informática industrial
- Pasarela de compatibilidad con  NMEA 2000
- Certificación de dispositivos y aplicación obligatoria para el fabricante, posteriormente verificado por NMEA

El uso del conector X-Coded M12 permite hasta 10 Gigabit Ethernet, pero las capacidades completas no tienen porque ser utilizadas, también dependería del cableado instalado.